# Жан-Клод Бра
Жан-Клод Бра (фр. Jean-Claude Bras, нар. 15 листопада 1945, Париж) — французький футболіст, що грав на позиції нападника за низку клубних команд і національну збірну Франції.

## Клубна кар'єра
У дорослому футболі дебютував 1965 року виступами за команду «Ред Стар», в якій провів один сезон, взявши участь у 22 матчах чемпіонату.
За результатами сезону «Ред Стар» залишив найвищий французький дивізіон, проте молодий нападник продовжив виступи в еліті, перейшовши влітку 1966 до  «Валансьєнна». Протягом трьох сезонів був гравцем його основного складу, після чого сезон 1969/70 провів у Бельгії, граючи за  «Льєж».
1970 року повернувся на батьківщину, приєднавшись до друголігового на той час «Парі Сен-Жермен». У першому ж сезоні, забивши 7 голів у 27 іграх, допоміг команді виграти другий дивізіон і наступний сезон провів у його складі вже у першому дивізіоні. Сезон 1972/73 відіграв за ще одного столичного представника в еліті француцького футболу ФК «Париж».
Влитку 1973 року повернувся до рідного «Ред Стар», у складі якого провів останні п'ять сезонів ігрової кар'єри, здебільшого у другому дивізіоні.

## Виступи за збірну
1969 року дебютував в офіційних матчах у складі національної збірної Франції.
Загалом протягом двох років у національній команді провів у її формі 6 матчів, забивши 2 голи.